# Antonella Baldini
Antonella Baldini (Milano, 11 maggio 1966) è una doppiatrice italiana. È sorella dei doppiatori Rita Baldini, Oreste Baldini e Nanni Baldini.

## Biografia
Sorella minore dei doppiatori Rita e Oreste Baldini e sorella maggiore del doppiatore Nanni Baldini, nel 1970 partecipa con Stefano Romanelli alla dodicesima edizione dello Zecchino d'Oro, interpretando La nave Gelsomina Dirindirindina, brano vincitore della manifestazione.
Ha doppiato i protagonisti di famose serie animate quali Georgie, Anna dai capelli rossi, L'ape Maia e Martin Matin. Ne I Puffi ha dato la voce a Puffo Forzuto, in Darkwing Duck ad Ocalina, in Sonic X ad Amy Rose, in Mobile Suit Gundam a Kycilia Zabi, in American Dad! a Hayley Smith, in A tutto reality - L'isola a Beth, in Due fantagenitori a Timmy Turner, in Gintama ad Ayame Sarutobi e in PAW Patrol a Rubble. Ha anche doppiato Vana Glama ne I Fantaeroi e Dan Bashin in Battle Spirits - Dan il Guerriero Rosso e in Battle Spirits - Brave.
Tra i telefilm ha dato la voce a Tammy Townsend in Otto sotto un tetto, a Busy Philipps in Dawson's Creek, a Sasha Alexander in NCIS - Unità anticrimine e molti altri.
Al cinema ha doppiato Jennifer Jason Leigh in In the Cut e in L'uomo senza sonno. Nel 2012 ha doppiato la strega cattiva Mia Novoa nella telenovela Grachi.
Nel settembre 2021 rimane vedova del dialoghista e direttore di doppiaggio Anton Giulio Castagna.

## Teatro
- Il malato immaginario di Molière, regia di Giorgio De Lullo, Spoleto (1974)
- Processo di famiglia, di Diego Fabbri, regia di Edmo Fenoglio (1977)

## Filmografia

### Cinema
- Il giardino dei Finzi Contini, regia di Vittorio De Sica (1970)
- Lo chiameremo Andrea, regia di Vittorio De Sica (1972)
- Girolimoni, il mostro di Roma, regia di Damiano Damiani (1972)
- La colonna infame, regia di Nelo Risi (1973)

### Televisione
- Diario di un giudice, regia di Marcello Baldi (1978)
- La tela del ragno, regia di Mario Ferrero (1980)

## Doppiaggio

### Film
- Rachael Harris in Una notte da leoni
- Katy Mixon in Tutti insieme inevitabilmente
- Tammy Blanchard in The Ramen Girl
- Jessica Biel in Appuntamento con l'amore
- Brittany Murphy in Ragazze a Beverly Hills
- Maribel Verdú in Il labirinto del fauno
- Joan Cusack in Martian Child - Un bambino da amare
- Gwyneth Paltrow in Malice - Il sospetto
- Rachel McAdams in Arsenico e vecchi confetti
- Sarah Patterson in Biancaneve
- Kate Winslet in Creature del cielo
- Gemma Chan in Stratton - Forze speciali
- Debbie Arnold in Oliver Twist
- Catherine Wright in Tommy Tricker e il francobollo magico
- Marcia Mae Jones in Zoccoletti olandesi
- Maggie Gyllenhaal in Mona Lisa Smile, Crazy Heart
- Zooey Deschanel in E venne il giorno
- Sandra Bullock in Bird Box
- Anne Brochet in Confidenze troppo intime
- Érica Rivas ne Il presidente
- Jennifer Jason Leigh in In the Cut, L'uomo senza sonno
- Nia Long in You People
- Maggie Cheung in Days of Being Wild
- Alysia Joy Powell in Fidanzata in affitto
- Sayuri Ishikawa in Perfect Days
- Élodie Bouchez in L'età acerba

### Film d'animazione
- Noga ne I Magotti e la pentola magica
- Lisa in In viaggio con Pippo
- Scarlett ne Il magico sogno di Annabelle
- Murasaki Suminawa in Lupin III - La cospirazione dei Fuma
- Leafie in Leafie - La storia di un amore
- Ikuko Miyaura in Una lettera per Momo
- Hana in Wolf Children - Ame e Yuki i bambini lupo
- Maia ne L'ape Maia - Il film, L'ape Maia - Le Olimpiadi di miele
- Penelope in Barbie Raperonzolo
- Serafina in Barbie - La principessa e la povera
- Farfalla Marina in Barbie Fairytopia - Mermaidia
- Tallulah e la principessa Luciana in Barbie principessa dell'isola perduta
- Marion in Il trenino Thomas - Sodor e il tesoro dei pirati
- Aoyama in Penguin Highway
- Ilvira ne Agenzia Segreta Controllo Magia
- Jackie in Back to the Outback - Ritorno alla natura
- Rubble in PAW Patrol - Il film, PAW Patrol - Il super film
- Kaoru Kamiya in Kenshin - Samurai vagabondo: The Movie

### Serie televisive e telenovelas
- Gretchen Mol in Boardwalk Empire - L'impero del crimine
- Andrea Parker in Perfetti... ma non troppo
- Cynthia Gibb in Saranno famosi
- Lily Mariye in E.R. - Medici in prima linea
- Tabrett Bethell ne La spada della verità
- Abigail Spencer in Suits
- Melanie Lynskey in Due uomini e mezzo
- Moon Bloodgood in Falling Skies
- Leigh-Allyn Baker in Buona fortuna Charlie
- María Gabriela de Faría in Grachi
- Matilda Ziegler in Summer in Transylvania
- Sasha Alexander in NCIS - Unità anticrimine
- Reiko Aylesworth in 24 (1ª voce, stagione 2)
- Erin Cahill in Power Ranger Time Force
- Busy Philipps in Dawson's Creek
- Abigail Savage in Orange Is The New Black
- Andrea Sawatzki in Pauline
- Pooya Mohseni in The Walking Dead: Dead City

### Serie animate
- Beth in A tutto reality - L'isola, A tutto reality - Azione!, A tutto reality - Il tour, A tutto reality: le origini
- Ocalina Mallard in Darkwing Duck, Raw Toonage, DuckTales
- Amy Rose in Sonic X, Sonic Boom
- Zainetto in Dora l'esploratrice, Vai Diego
- Dan Bashin in Battle Spirits - Dan il Guerriero Rosso, Battle Spirits - Brave
- Mayu in Capitan Harlock
- Ylvi (2ª voce) in Vicky il vichingo
- Maia ne L'ape Maia
- Yurin in Sampei
- Magà (1ª voce) ne Le avventure dell'Ape Magà
- Peline (2ª voce) in Peline Story
- Anna Shirley in Anna dai capelli rossi
- Miki in Muteking
- Puffo Forzuto ne I Puffi
- Syra in Voltron
- Sasuke in Sasuke, il piccolo ninja
- Yuki in L'invincibile shogun
- Ruri in Chobin, il principe stellare
- Pipi in Toriton
- Flo Robinson in Flo la piccola Robinson
- Ako in Carletto il principe dei mostri
- Georgie Gerald in Georgie
- Juny in Juny peperina inventatutto
- Ozura in Robottino
- Azusa in Rumic World
- Ranmaru in Mademoiselle Anne
- Patty Gatsby in Holly e Benji, due fuoriclasse
- Cinzia ne Alla scoperta di Babbo Natale
- Wilikyt in Thundercats
- Cuore D'Acciaio e Lama Rotante in SilverHawks
- Mei Xing in 3x3 occhi
- Principessa Lana in Un videogioco per Kevin - Captain N
- Aizenmyo in RG Veda
- Tyke in Tom & Jerry Kids (st. 1)
- Principessa Lotta L'Amore in TaleSpin
- Akane Tendo e Tsubasa Kurenai in Ranma ½
- Hitomi in City Hunter
- Qui in Quack Pack - La banda dei paperi
- Fang in Dave il Barbaro
- Buzz in Freakazoid!
- Reiko in Street Fighter II V
- Arisa in Nuku Nuku, l'invincibile ragazza-gatto
- Ashley Armbruster in Ricreazione
- Bella in Tweenies
- Hakudoshi in Inuyasha
- Moemi in Video Girl Ai
- Bradley in Vicini terribili
- Macie Lightfoot in Ginger
- Sergente Parker in Sergente Stripes
- Principessa Diara in Redakai: Alla conquista di Kairu
- Timmy Turner in Due fantagenitori
- Malabar in Piccolo Malabar
- Min Mei in Fortezza superdimensionale Macross
- Raquel Smashenburn in Game Over
- Martin in Martin Matin
- Rei in Shinzo
- Miranda in Transformers: Energon
- Maromi in Paranoia Agent
- Paperella Ridarella in Boo!
- Ribbita in MegaMan NT Warrior
- Shizuka Minamoto in Doraemon
- Halley in Tiny Planets - Le avventure di Bing e Bong
- Kurama in Lamù (3ª serie)
- Daffodil in Un cucciolo di nome Clifford
- Karl Miller in 5 gemelli diversi
- Hayley Smith in American Dad!
- Senritsu in Hunter × Hunter
- Sorbetto in Fragolina Dolcecuore (2003)
- Tira Misù in Bakuretsu Hunter - I cacciastregoni
- Creepie in La crescita di Creepie
- Ayame Sarutobi in Gintama
- Mary Spuckler ne I Simpson
- Kita Shunai in Shuriken School
- Ayeka in Shin Tenchi muyō!
- Isabelle Kid in Eliot Kid
- Mikako Kouda in Paradise Kiss
- Rakshata Chawla in Code Geass: Lelouch of the Rebellion
- Leite Jokin in Sfondamento dei cieli Gurren Lagann
- Principessa Arianna in Jimmy Jimmy
- Taiyoh Ozora in Machine Robo Rescue
- Buddy in Il treno dei dinosauri
- Vana Glama ne I Fantaeroi
- Maetel in Maetel Legend - Sinfonia d'inverno
- Yuri Tokikago in Mawaru-Penguindrum
- Kelly Hamdon in SheZow
- Lady Penelope Creighton-Ward in Thunderbirds Are Go!
- Puffy in Tree Fu Tom
- Kanae Tada in HeartCatch Pretty Cure!
- Dominator in Psycho-Pass
- Rubble in PAW Patrol, Rubble & Crew
- Mary in Uncle Grandpa
- Jeff in Clarence
- Ursula in George della giungla
- Hange Zöe ne L'attacco dei giganti
- Lucy in We Bare Bears - Siamo solo orsi
- Beth Smith in Rick and Morty
- Tag in Hey Duggee
- Tutti i personaggi femminili di Robot Chicken
- Alex in Lunga vita ai reali
- Ferdinand in Magiki
- Glori in Mighty Magiswords
- Amanda Killman in Bunsen è una Bestia
- Edna in Vampirina
- Isami Seisawa in Battle Spirits - Heroes
- Nonna Alice Green in I Greens in città
- Mooncake in Final Space
- Sindaco Karen Crawford in Paradise Police (st. 2+)
- Nonna Chata in Victor e Valentino
- Daniel Sissou in Un idolo nel pallone
- Elita-1 in Transformers: War for Cybertron Trilogy
- Nefertina in Nefertina sul Nilo
- Ms. Chalice in La serie di Cuphead! (trailer)
- Rudy Tabootie in Zona Gesso
- Tessandra in Mia and Me
- Carmilla in Hazbin Hotel, vedi Personaggi dell'Hellaverse
- Cynthia "Mugs" Hughes in Pattuglia volante
- Max in Alex Player
- Sophia , Principessa Anna e vari personaggi in Nanà Supergirl
- Maggie Mushroom in Occhi di gatto (ep. 49)

## Videogiochi
- Rubble in PAW Patrol World (2023)[2]

## Discografia

### Singoli
- 1970 - La nave Gelsomina Dirindirindina (Ri-Fi-Antoniano, RFN NP 16395)
- 1971 - La bambolina (Edizioni Paoline, F-SRC 45.15)